# Minhurrieta erreka
Le Minhurrieta erreka est un cours d'eau du Pays basque français (département des Pyrénées-Atlantiques). Il arrose les coteaux du sud de l'Adour.
Il prend sa source sur la commune de Beyrie-sur-Joyeuse  et se jette dans la Bidouze à Bergouey-Viellenave.

## Département et communes traversés
Pyrénées-Atlantiques :
- Béguios, Bergouey-Viellenave, Beyrie-sur-Joyeuse, Labets-Biscay, Luxe-Sumberraute, Masparraute

## Principaux affluents
- l'Olhaberriko erreka
- le Churutuko erreka
- le Fayturico erreka
- le ruisseau la Moulary